# Lubiechowo-Przystanek
Lubiechowo-Przystanek (niem. Lübchow-Bahnhof) – osada w Polsce położona w województwie zachodniopomorskim, w powiecie białogardzkim, w gminie Karlino. W latach 1975–1998 osada należała do województwa koszalińskiego. W roku 2007 osada liczyła 14 mieszkańców. Miejscowość wchodzi w skład sołectwa Lubiechowo.

## Geografia
Osada leży ok. 500 m na południe od Lubiechowa, przy trasie byłej linii wąskotorowej Gościno – Karlino oraz Lubiechowo – Włościbórz.